# Rezonville
Rezonville foi uma antiga comuna francesa na região administrativa de Grande Leste, no departamento de Mosela. Estendia-se por uma área de 13,45 km². Em 2010 a comuna tinha 506 habitantes (densidade: 37,6 hab./km²).
Em 1 de janeiro de 2019, ela foi inserida no território da nova comuna de Rezonville-Vionville.